# Windows 10 versão 1507
A versão original do Windows 10 (também retronimamente nomeada versão 1507 e codinome "Threshold 1") foi lançada em julho de 2015. E carrega a build de número 10.0.10240; enquanto a Microsoft disse que não havia qualquer versão designada á release to manufacturing (RTM) do Windows 10, compilação 10240 foi descrevida como uma RTM por várias fontes da internet.  Foi retronimamente nomeada "versão 1507" por Microsoft. 
Sua convenção de nomenclatura têm os últimos 2 dígitos do ano e o número do mês para futuras versões estáveis do sistema operacional.

## Histórico de versões
Mudanças notáveis nesta versão incluem: 
- Um menu iniciar atualizado
- A introdução da Cortana, uma assistente virtual, para a versão desktop do Windows
- Um modo "Continuum" que permite aos usuários alternar entre o modo desktop e o modo tablet
- "Centro de Ações", que inclui notificações e acesso rápido às configurações
- Um novo navegador da web, Microsoft Edge, que substitui o Internet Explorer como o navegador padrão do Windows
- Multitasking aprimorada, incluindo desktops virtuais
- Muitos aplicativos integrados atualizados

A versão final foi disponibilizada para Windows Insiders em 15 de julho de 2015, seguida por um lançamento público em 29 de julho de 2015. O suporte da versão 1507 terminou em 9 de maio de 2017 para dispositivos na Filial Atual e na Filial Atual para Negócios; no entanto, os dispositivos configurados para receber atualizações da Filial Atual e da Filial Atual para Negócios continuaram a receber atualizações até 27 de junho de 2018.
| Legenda: | Versão antiga | Versão antiga, ainda suportada |

| Versões de teste da versão 1507 do Windows 10 | Versões de teste da versão 1507 do Windows 10                       | Versões de teste da versão 1507 do Windows 10 |
| Compilação                                    | Data(s) de lançamento                                               | Mudanças |
| --------------------------------------------- | ------------------------------------------------------------------- | --- |
| 6.4.9841                                      | 1 de outubro de 2014                                                | Novo Menu Iniciar Visualizador de janelas (desktops virtuais) Aplicativos da Windows Store podem rodar no desktop, e não somente em tela cheia. Opções experimentais no prompt de comando, como uso de atalhos para copiar e colar, além de uma revisão do modo fullscreen nas versões 32 e 64-bit usando a resolução nativa e suporte ao mouse. Opção de posicionar as janelas em quadrantes específicos da tela ao arrasta-la para um dos cantos. Calculadora padrão do Windows não disponível a partir de uma instalação limpa, mas é possível a instalação a partir de atualizações. |
| 6.4.9860                                      | 21 de outubro de 2014                                               | Central de Ações : possibilidade de abrir a janela a partir da área de notificação e visualizar histórico de notificações. Canais de atualização "rápido" e "lento": os de acesso rápido receberão atualizações assim que lançadas, já os de ciclo lento irão receber apenas atualizações que passaram por um maior períoso de testes. Aproximadamene 7 mil melhorias e correções. |
| 6.4.9879                                      | Fast ring: 12 de novembro de 2014 Slow ring: 25 de novembro de 2014 | Botões "Visualizar Tarefas" e "Pesquisa", na barra de tarefas, agora podem ser escondidos. 3 novos gestos de dedo. Sincronização seletiva de conteúdos locais com o OneDrive. Novas funções no Internet Explorer |
| 10.0.9926                                     | Fast ring e slow ring: 23 de janeiro de 2015                        | Alterada numeração do kernel, até então em 6.4, para 10.0. Principais atualizações com base no evento da Microsoft realizado em 21 de janeiro. Integração do assistente pessoal Cortana (versão em inglês). Nova interface de usuário em "Configurações do Sistema". Barra de Tarefas do Windows com opção de troca de temas. Nova Loja do Windows com aplicativos mais atualizados. Melhorias no Menu Iniciar. |
| 10.0.10041                                    | Fast ring: 18 de março de 2015 Slow ring: 24 de março de 2015       | Menu Iniciar ganhou um efeito de transparência. Este build ainda não traz o navegador Microsoft Edge. Windows Store Beta está mais estável que nos builds anteriores. O suporte para áreas de trabalho virtuais foi melhorado. Este build traz diversos novos ícones, mas o da Lixeira continua horrível. Central de notificações ainda é bem simples. |
| 10.0.10049                                    | Fast ring: 30 de março 2015                                         | Esse novo preview foi quase que exclusivamente sobre o novo browser "Microsoft Edge". |
| 10.0.10061                                    | Fast ring: 22 de abril de 2015                                      | Email, calendário, Meteorologia, dinheiro e outras aplicações foram atualizadas com novas interfaces e melhor desempenho As versões de preview das aplicações de Música e Vídeo estão incluídas juntamente com os seus homólogos do Windows 8 Novo tema preto do sistema através do menu Iniciar, barra de tarefas e Action Center O menu Iniciar, a barra de tarefas, o Centro de Ação e janelas de visualização agora tem a opção de transparência O menu Iniciar é redimensionável Ao entrar no modo de Tablet agora faz com que os botões Iniciar, Cortana, aumentem em tamanho e espaço para que seja mais fácil de tocar Nova configuração para inicializar direto no modo de Tablet. Para tablets com menos de 10 polegadas, este é o comportamento padrão Novos ícones refinados janelas, botões de fechar, e miniaturas Microsoft Solitaire Collection está incluído com esta compilação |
| 10.0.10074                                    | Fast ring e slow ring: 29 de abril de 2015                          | O Menu Iniciar recebeu um efeito de blur em sua transparência, nos remetendo ao visual Aero Glass As live tiles também incluíram algumas novas animações e um novo conjunto de sons foi adicionado O Multi-tasking também ganhou melhorias, além dos apps Music, Video e o Xbox Também foram inclusos drivers para os controles do Xbox Melhorias na Cortana, que está mais polida, e mais inteligente E agora a versão de teste se chama Windows 10 Insider Preview |
| 10.0.10122                                    | Fast ring: 20 de maio de 2015                                       | Modo privado para o Microsoft Edge Explorador de Arquivos e Configurações foram movidos para a parte inferior do Menu Iniciar Alternância entre a Tela Iniciar e Menu Iniciar foram movido para as Configurações Novas opções de personalização nas Configurações Mudança em como o Windows lida com aplicativos padrões Alguns apps foram remodelados, como Hub do Insider e Pessoas. |
| 10.0.10130                                    | Fast ring: 29 de maio de 2015 Slow ring: 12 de junho de 2015        | Agora é possível personalizar a experiência dedo Iniciar por abrir o app Configurações na aba Personalizar Os ícones foram todos remodelados Nova interface do usuário para Jump Lists Melhorias Continuum Melhorias para Microsoft Edge (ainda chamado Projeto Spartan nesta compilação) App de Vídeo passou a se chamar Filmes e Programas, além de receber diversas melhorias Agora você pode iniciar o reconhecimento de voz do Cortana usando Win + C |
| 10.0.10158                                    | Fast ring: 29 de junho de 2015                                      | Project Spartan passa a se chamar Microsoft Edge Novos recursos do Microsoft Edge Atualizações e integração com a Cortana App de Fotos atualizado Ferramentas de Corte recebe novos recursos Insider Hub passa a ser um recurso opcional |
| 10.0.10159                                    | Fast ring: 30 de junho de 2015                                      | Tela de login redesenhada Papel de parede final 300 bugs resolvidos |
| 10.0.10162                                    | Fast ring: 2 de julho de 2015 Slow ring: 6 de julho de 2015         | Melhor confiabilidade Performance otimizada Otimização no uso da bateria |
| 10.0.10166                                    | Fast ring: 9 de julho de 2015                                       | Bugs resolvidos É possível comprar Wi-Fi pela Windows Store, mas apenas nos EUA Localhost Loopback está ativado por padrão no Microsoft Edge |
| Compilação                                    | Data(s) de lançamento                                               | Mudanças |

| Versões públicas da versão 1507 do Windows 10 | Versões públicas da versão 1507 do Windows 10 | Versões públicas da versão 1507 do Windows 10                 | Versões públicas da versão 1507 do Windows 10 |
| Compilação                                    | Knowledge base                                | Data(s) de lançamento                                         | Mudanças |
| --------------------------------------------- | --------------------------------------------- | ------------------------------------------------------------- | --- |
| 10.0.10240.16384 Versão 1507                  | KB3074661                                     | Fast and slow ring: 15 de julho de 2015                       | Esta é a primeira compilação lançado para fabricação (RTM) do Windows 10. Ele foi lançado para fabricantes de dispositivos para ser pré-carregado em seus dispositivos. Esta também é a versão vendida para lojas de varejo em uma mídia de instalação USB para clientes que desejam adquirir o sistema operacional como um produto de varejo independente. |
| 10.0.10240.16389                              | KB3074663                                     | Fast and slow ring: 15 de julho de 2015                       | |
| 10.0.10240.16391                              | KB3074665                                     | Fast and slow ring: 17 de julho de 2015                       | |
| 10.0.10240.16393                              | KB3074669                                     | Fast and slow ring: 20 de julho de 2015                       | |
| 10.0.10240.16394                              | KB3074674                                     | Fast and slow ring: 21 de julho de 2015                       | |
| 10.0.10240.16397                              | KB3074680                                     | Fast and slow ring: 24 de julho de 2015                       | |
| 10.0.10240.16399                              | KB3074681                                     | Fast and slow ring: 25 de julho de 2015                       | |
| 10.0.10240.16405                              | KB3074683                                     | Fast ring, slow ring and public release: 29 de julho de 2015  | Comumente conhecido como "patch do primeiro dia", esta é a primeira compilação de disponibilidade geral. É a atualização que os usuários receberam quando atualizaram para o Windows 10 por meio da oferta de atualização gratuita ou após verificar se há atualizações em PCs pré-carregados com o Windows 10.                                             |
| 10.0.10240.16413                              | KB3081424                                     | Fast ring, slow ring and public release: 5 de agosto de 2015  | |
| 10.0.10240.16430                              | KB3081436                                     | Fast ring, slow ring and public release: 11 de agosto de 2015 | |
| 10.0.10240.16433                              | KB3081438                                     | Fast ring, slow ring and public release: 14 de agosto de 2015 | |
| 10.0.10240.16445                              | KB3081444                                     | Slow ring and public release: 18 de agosto de 2015            | |
| 10.0.10240.16463                              | KB3081448                                     | Slow ring and public release: 27 de agosto de 2015            | |
| 10.0.10240.16487                              | KB3081455                                     | Slow ring and public release: 8 de setembro de 2015           | |
| 10.0.10240.16520                              | KB3093266                                     | Slow ring and public release: 30 de setembro de 2015          | Esta atualização cumulativa para o Windows 10 adiciona uma nova funcionalidade ao Microsoft Edge. Para sites que exibem caixas de diálogo várias vezes, o Microsoft Edge agora fornece uma caixa de seleção na caixa de diálogo para evitar que outras caixas de diálogo sejam exibidas.                                                                    |
| 10.0.10240.16549                              | KB3097617                                     | Slow ring and public release: 13 de outubro de 2015           | |
| 10.0.10240.16566                              | KB3105210                                     | Public release: 27 de outubro de 2015                         | |
| 10.0.10240.16590                              | KB3105213                                     | Public release: 10 de novembro de, 2015                       | |
| 10.0.10240.16601                              | KB3116869                                     | Public release: 8 de outubro de 2015                          | |
| 10.0.10240.16644                              | KB3124266                                     | Public release: 12 de janeiro de 2016                         | |
| 10.0.10240.16683                              | KB3135174                                     | Public release: 9 de fevereiro de 2016                        | |
| 10.0.10240.16725                              | KB3140745                                     | Public release: 8 de março de 2016                            | |
| 10.0.10240.16769                              | KB3147461                                     | Public release: 12 de abril de 2016                           | |
| 10.0.10240.16854                              | KB3156387                                     | Public release: 10 de maio de 2016                            | |
| 10.0.10240.16942                              | KB3163017                                     | Public release: 14 de junho de 2016                           | |
| 10.0.10240.17024                              | KB3163912                                     | Public release: 12 de julho de 2016                           | |
| 10.0.10240.17071                              | KB3176492                                     | Public release: 9 de agosto de 2016                           | |
| 10.0.10240.17113                              | KB3185611                                     | Public release: 13 de setembro de 2016                        | |
| 10.0.10240.17113 *reissue                     | KB3193821                                     | Public release: 20 de setembro 2016                           | |
| 10.0.10240.17146                              | KB3192440                                     | Public release: 11 de outubro de 2016                         | |
| 10.0.10240.17190                              | KB3198585                                     | Public release: 8 de novembro de 2016                         | |
| 10.0.10240.17202                              | KB3205383                                     | Public release: 13 de dezembro de 2016                        | |
| 10.0.10240.17236                              | KB3210720                                     | Public release: 10 de janeiro de 2017                         | |
| 10.0.10240.17319                              | KB4012606                                     | Public release: 14 de março de 2017                           | |
| 10.0.10240.17320                              | KB4016637                                     | Public release: 22 de março de 2017                           | |
| 10.0.10240.17354                              | KB4015221                                     | Public release: 11 de abril de 2017                           | |
| 10.0.10240.17394                              | KB4019474                                     | Public release: 9 de maio de 2017                             | |
| 10.0.10240.17443                              | KB4022727                                     | Public release: 13 de junho de 2017                           | |
| 10.0.10240.17446                              | KB4032695                                     | Public release: 27 de junho de 2017                           | |
| 10.0.10240.17488                              | KB4025338                                     | Public release: 11 de julho de 2017                           | Este update foi apenas disponibilizado á versão Enterprise LTSC. |
| 10.0.10240.17533                              | KB4034668                                     | Public release: 8 de agosto de 2017                           | Este update foi apenas disponibilizado á versão Enterprise LTSC. |
| 10.0.10240.17609                              | KB4038781                                     | Public release: 12 de setembro de 2017                        | Este update foi apenas disponibilizado á versão Enterprise LTSC. |
| 10.0.10240.17643                              | KB4042895                                     | Public release: 10 de outubro de 2017                         | Este update foi apenas disponibilizado á versão Enterprise LTSC. |
| 10.0.10240.17673                              | KB4048956                                     | Public release: 14 de novembro de 2017                        | Este update foi apenas disponibilizado á versão Enterprise LTSC. |
| 10.0.10240.17709                              | KB4053581                                     | Public release: 12 de outubro de 2017                         | Este update foi apenas disponibilizado á versão Enterprise LTSC. |
| 10.0.10240.17738                              | KB4056893                                     | Public release: 3 de janeiro de 2018                          | Este update foi apenas disponibilizado á versão Enterprise LTSC. |
| 10.0.10240.17741                              | KB4075199                                     | Public release: 18 de janeiro de 2018                         | Este update foi apenas disponibilizado á versão Enterprise LTSC. |
| 10.0.10240.17741                              | KB4077735                                     | Public release: 31 de janeiro de 2018                         | Este update foi apenas disponibilizado á versão Enterprise LTSC. |
| 10.0.10240.17770                              | KB4074596                                     | Public release: 13 de fevereiro de 2018                       | Este update foi apenas disponibilizado á versão Enterprise LTSC. |
| 10.0.10240.17797                              | KB4088786                                     | Public release: 13 de março de 2018                           | Este update foi apenas disponibilizado á versão Enterprise LTSC. |
| 10.0.10240.17831                              | KB4093111                                     | Public release: 10 de abril de 2018                           | Este update foi apenas disponibilizado á versão Enterprise LTSC. |
| 10.0.10240.17861                              | KB4103716                                     | Public release: 8 de maio de 2018                             | Este update foi apenas disponibilizado á versão Enterprise LTSC. |
| 10.0.10240.17861                              | KB4284860                                     | Public release: 12 de junho de 2018                           | Este update foi apenas disponibilizado á versão Enterprise LTSC. |
| 10.0.10240.17914                              | KB4338829                                     | Public release: 10 de julho de 2018                           | Este update foi apenas disponibilizado á versão Enterprise LTSC. |
| 10.0.10240.17946                              | KB4343892                                     | Public release: 14 de agosto de, 2018                         | Este update foi apenas disponibilizado á versão Enterprise LTSC. |
| 10.0.10240.17976                              | KB4457132                                     | Public release: 11 de setembro de 2018                        | Este update foi apenas disponibilizado á versão Enterprise LTSC. |
| 10.0.10240.18005                              | KB4462922                                     | Public release: 9 de outubro de 2018                          | Este update foi apenas disponibilizado á versão Enterprise LTSC. |
| 10.0.10240.18036                              | KB4467680                                     | Public release: 13 de novembro de 2018                        | Este update foi apenas disponibilizado á versão Enterprise LTSC. |
| 10.0.10240.18063                              | KB4471323                                     | Public release: 11 de outubro de 2018                         | Este update foi apenas disponibilizado á versão Enterprise LTSC. |
| 10.0.10240.18064                              | KB4483228                                     | Public release: 19 de outubro de 2018                         | Este update foi apenas disponibilizado á versão Enterprise LTSC. |
| 10.0.10240.18094                              | KB4480962                                     | Public release: 8 de janeiro de 2019                          | Este update foi apenas disponibilizado á versão Enterprise LTSC. |
| 10.0.10240.18132                              | KB4487018                                     | Public release: 12 de fevereiro de 2019                       | Este update foi apenas disponibilizado á versão Enterprise LTSC. |
| 10.0.10240.18135                              | KB4491101                                     | Public release: 21 de fevereiro de 2019                       | Este update foi apenas disponibilizado á versão Enterprise LTSC. |
| 10.0.10240.18158                              | KB4489872                                     | Public release: 12 de março de 2019                           | Este update foi apenas disponibilizado á versão Enterprise LTSC. |
| 10.0.10240.18186                              | KB4493475                                     | Public release: 9 de abril de 2019                            | Este update foi apenas disponibilizado á versão Enterprise LTSC. |
| 10.0.10240.18187                              | KB4498375                                     | Public release: 25 de abril de 2019                           | Este update foi apenas disponibilizado á versão Enterprise LTSC. |
| 10.0.10240.18215                              | KB4499154                                     | Public release: 14 de maio de 2019                            | Este update foi apenas disponibilizado á versão Enterprise LTSC. |
| 10.0.10240.18218                              | KB4505051                                     | Public release: 19 de maio de 2019                            | Este update foi apenas disponibilizado á versão Enterprise LTSC. |
| 10.0.10240.18244                              | KB4503291                                     | Public release: 11 de junho de 2019                           | Este update foi apenas disponibilizado á versão Enterprise LTSC. |
| 10.0.10240.18275                              | KB4507458                                     | Public release: 9 de julho de 2019                            | Este update foi apenas disponibilizado á versão Enterprise LTSC. |
| 10.0.10240.18305                              | KB4512497                                     | Public release: 13 de agosto de 2019                          | Este update foi apenas disponibilizado á versão Enterprise LTSC. |
| 10.0.10240.18308                              | KB4517276                                     | Public release: 17 de agosto de 2019                          | Este update foi apenas disponibilizado á versão Enterprise LTSC. |
| 10.0.10240.18333                              | KB4516070                                     | Public release: 10 de setembro de 2019                        | Este update foi apenas disponibilizado á versão Enterprise LTSC. |
| 10.0.10240.18334                              | KB4522009                                     | Public release: 23 de setembro de 2019                        | Este update foi apenas disponibilizado á versão Enterprise LTSC. |
| 10.0.10240.18335                              | KB4524153                                     | Public release: 3 de outubro de 2019                          | Este update foi apenas disponibilizado á versão Enterprise LTSC. |
| 10.0.10240.18368                              | KB4520011                                     | Public release: 8 de outubro de 2019                          | Este update foi apenas disponibilizado á versão Enterprise LTSC. |
| 10.0.10240.18395                              | KB4525232                                     | Public release: 12 de novembro de 2019                        | Este update foi apenas disponibilizado á versão Enterprise LTSC. |
| 10.0.10240.18427                              | KB4530681                                     | Public release: 10 de outubro de 2019                         | Este update foi apenas disponibilizado á versão Enterprise LTSC. |
| 10.0.10240.18453                              | KB4534306                                     | Public release: 14 de janeiro de 2020                         | Este update foi apenas disponibilizado á versão Enterprise LTSC. |
| 10.0.10240.18486                              | KB4537776                                     | Public release: 11 de fevereiro de 2020                       | Este update foi apenas disponibilizado á versão Enterprise LTSC. |
| 10.0.10240.18519                              | KB4540693                                     | Public release: 10 de março de 2020                           | Este update foi apenas disponibilizado á versão Enterprise LTSC. |
| 10.0.10240.18545                              | KB4550930                                     | Public release: 14 de abril de 2020                           | Este update foi apenas disponibilizado á versão Enterprise LTSC. |
| 10.0.10240.18575                              | KB4556826                                     | Public release: 12 de maio de 2020                            | Este update foi apenas disponibilizado á versão Enterprise LTSC. |
| 10.0.10240.18608                              | KB4561649                                     | Public release: 9 de junho de 2020                            | Este update foi apenas disponibilizado á versão Enterprise LTSC. |
| 10.0.10240.18609                              | KB4567518                                     | Public release: 18 de junho de 2020                           | Este update foi apenas disponibilizado á versão Enterprise LTSC. |
| 10.0.10240.18638                              | KB4565513                                     | Public release: 14 de julho de 2020                           | Este update foi apenas disponibilizado á versão Enterprise LTSC. |
| 10.0.10240.18666                              | KB4571692                                     | Public release: 11 de agosto de 2020                          | Este update foi apenas disponibilizado á versão Enterprise LTSC. |
| 10.0.10240.18696                              | KB4577049                                     | Public release: 8 de setembro de 2020                         | Este update foi apenas disponibilizado á versão Enterprise LTSC. |
| 10.0.10240.18725                              | KB4580327                                     | Public release: 13 de outubro de 2020                         | Este update foi apenas disponibilizado á versão Enterprise LTSC. |
| 10.0.10240.18756                              | KB4586787                                     | Public release: 10 de novembro de 2020                        | Este update foi apenas disponibilizado á versão Enterprise LTSC. |
| 10.0.10240.18782                              | KB4592464                                     | Public release: 8 de outubro de 2020                          | Este update foi apenas disponibilizado á versão Enterprise LTSC. |
| 10.0.10240.18818                              | KB4598231                                     | Public release: 12 de janeiro de 2021                         | Este update foi apenas disponibilizado á versão Enterprise LTSC. |
| 10.0.10240.18842                              | KB4601331                                     | Public release: 9 de fevereiro de 2021                        | Este update foi apenas disponibilizado á versão Enterprise LTSC. |
| 10.0.10240.18874                              | KB5000807                                     | Public release: 9 de março de 2021                            | Este update foi apenas disponibilizado á versão Enterprise LTSC. |
| 10.0.10240.18875                              | KB5001631                                     | Public release: 18 de março de 2021                           | Este update foi apenas disponibilizado á versão Enterprise LTSC. |
| 10.0.10240.18906                              | KB5001340                                     | Public release: 13 de abril de 2021                           | Este update foi apenas disponibilizado á versão Enterprise LTSC. |
| 10.0.10240.18932                              | KB5003172                                     | Public release: 11 de maio de 2021                            | Este update foi apenas disponibilizado á versão Enterprise LTSC. |
| 10.0.10240.18967                              | KB5003687                                     | Public release: 8 de junho de 2021                            | Este update foi apenas disponibilizado á versão Enterprise LTSC. |
| 10.0.10240.18969                              | KB5004950                                     | Public release: 6 de julho de 2021                            | Este update foi apenas disponibilizado á versão Enterprise LTSC. |
| 10.0.10240.19003                              | KB5004249                                     | Public release: 13 de julho de 2021                           | Este update foi apenas disponibilizado á versão Enterprise LTSC. |
| Compilação                                    | Knowledge base                                | Data(s) de lançamento                                         | Mudanças |